# Naya Jules
Naya Jules (* 11. Dezember 2007) ist eine lucianische Leichtathletin, die sich auf den Stabhochsprung spezialisiert hat. Aktuell ist sie Inhaberin des Landesrekordes.

## Sportliche Laufbahn
Erste internationale Erfahrungen sammelte Naya Jules bei den CARIFTA Games 2023 in Nassau, bei denen sie mit einer Weite von 42,92 m die Bronzemedaille im Speerwurf in der U17-Altersklasse gewann. Anschließend belegte sie bei den Commonwealth Youth Games in Port of Spain mit 38,60 m den sechsten Platz. Im Jahr darauf belegte sie bei den CARIFTA Games in St. George’s mit 39,20 m den sechsten Platz in der U20-Altersklasse und siegte im Stabhochsprung mit übersprungenen 2,90 m. Bei den CARIFTA Games 2025 in Port of Spain steigerte sie sich auf 3,00 m und gewann damit die Silbermedaille.

## Persönliche Bestleistungen
- Stabhochsprung: 3,00 m, 19. April 2025 in Port of Spain (lucianischer Rekord)
- Speerwurf: 39,20 m, 31. März 2024 in St. George’s